# Bagneaux-sur-Loing
Bagneaux-sur-Loing település Franciaországban, Seine-et-Marne megyében. Lakosainak száma 1582 fő (2022. január 1.). Bagneaux-sur-Loing Nemours, Poligny, Saint-Pierre-lès-Nemours, Souppes-sur-Loing, Bougligny, Faÿ-lès-Nemours és La Madeleine-sur-Loing községekkel határos.

## Népesség
A település népességének változása:
| Lakosok száma | 1690 | 1688 | 1702 | 1666 | 1645 | 1623 | 1607 | 1595 | 1582 |
|               | 2013 | 2015 | 2016 | 2017 | 2018 | 2019 | 2020 | 2021 | 2022 |